# Кейн, Майкл
Сэр Майкл Кейн (англ. Michael Caine; при рождении Мо́рис Джо́зеф Ми́клвайт (англ. Maurice Joseph Micklewhite); род. 14 марта 1933 года, Лондон, Англия, Великобритания) — британский актёр, продюсер и писатель. Обладатель запоминающегося кокни-акцента, Кейн сыграл более чем в ста полнометражных картинах, удостоившись за свою многолетнюю карьеру двух «Оскаров» и трёх «Золотых глобусов». Является одним из актёров, номинированных на «Оскар» за лучшую роль (главную или второго плана) в четырёх разных десятилетиях. Рыцарь-бакалавр, командор ордена Британской империи (CBE).

## Биография

### Детство и юность
Морис Джозеф Миклуайт родился 14 марта 1933 года в Госпитале Святого Олава в Лондоне в семье грузчика на рыбном рынке Мориса Джозефа Миклуайта (1899—1957) и поварихи и уборщицы Эллен Фрэнсис Мэри Берчелл (19 мая 1900 — декабрь 1989). У него был младший брат Стэнли Виктор Миклуайт (11 февраля 1936 — 13 января 2013), который в будущем тоже стал актёром (и тоже взял фамилию Кейн).
В школе учился плохо, в шестнадцать лет бросил школу и, сменив несколько профессий, пошёл по контракту служить в армию, в британский экспедиционный корпус в Корее. После военной службы работал помощником администратора в одной из театральных трупп графства Суссекс.
С 1955 года, окончив вечерние актёрские курсы, выступал на сцене провинциальных театров, с 1957 снимался в телепостановках, в которых к концу 1960-х годов сыграл более ста ролей.
В начале актёрской карьеры использовал сценический псевдоним Майкл Скотт, но позже сменил его на Майкл Кейн. В одной из своих книг Кейн пишет, что этот псевдоним был выбран им совершенно случайно. От него потребовали назвать псевдоним во время разговора с агентом в телефонной будке. Обернувшись, он увидел афишу фильма «Бунт на „Кейне“» и не задумываясь назвал это имя.
За пределами съёмочной площадки актёр всегда использовал своё настоящее имя.

### 1960-е годы
В возрасте 30 лет Кейн достиг международного признания, сыграв лейтенанта-аристократа в батально-историческом фильме «Зулусы» 1964 года. По рекомендации Шона Коннери был взят в фильм «Досье „Ипкресс“» на главную роль Гарри Палмера, эксцентричного шпиона-ловеласа в очках, впоследствии ставшего прототипом Остина Пауэрса. В фильме «Элфи» 1966 года зритель наблюдает за любовными похождениями симпатичного голубоглазого блондина, роль которого и исполнил Кейн. За эту роль он впервые был номинирован на премию «Оскар». Первым американским фильмом Кейна стал «Гамбит», в котором его партнёршей была известная американская актриса Ширли Маклейн.
Если основной чертой исполненных Кейном в 1960-е годы ролей было внутреннее благородство, то на рубеже семидесятых он снялся в двух весьма успешных комедиях: «Ящик Пандоры» и «Ограбление по-итальянски» (1969). В 1971 году Кейн предстал в роли жестокого гангстера в фильме «Убрать Картера» по роману Теда Льюиса (он появился в небольшой роли в ремейке этого фильма, который был снят в 2000 году).

### 1970—1980-е годы
В 1972 году он сыграл вместе с Лоренсом Оливье в напряжённом детективе «Игра на вылет» (в оригинале — «Сыщик») по пьесе Энтони Шаффера и вновь был номинирован на «Оскар». 35 лет спустя, в 2007 году, Кейн повторно сыграет в фильме-ремейке «Сыщик» вместе с Джудом Лоу, однако в этот раз в роли старого писателя Эндрю Уайка.
Начиная со второй половины 1970-х годов, Кейна часто упрекали в неразборчивости при выборе ролей. Многие фильмы с его участием с треском провалились, но были и отдельные художественные успехи: роли профессора-алкоголика в «Воспитании Риты» (1983) и профессионального авантюриста в «Отпетых мошенниках» (1988) завоевали по «Золотому глобусу», а роль финансиста Эллиота в фильме Вуди Аллена «Ханна и её сестры» (1986) принесла ему «Оскар» за роль второго плана. В 1988 году Кейн сыграл детектива Шерлока Холмса (точнее, бездарного актёра-алкоголика, который изображает Холмса по найму Ватсона) в фильме-фарсе «Без единой улики».

### 1990-е годы
В 1992 году сыграл роль Эбенезера Скруджа в «Рождественской песни Маппетов», вольной экранизации диккенсовского рассказа. По признанию самого Кейна, это его любимая роль в кино. В 1990-е годы его талант стал поощряться премиями. Он был удостоен третьего «Золотого глобуса» за фильм «Голосок» (1998), второго «Оскара» за роль в фильме «Правила виноделов» (1999).
В 1992 году издал первую автобиографию — «О чём всё это?»
1995 год принёс актёру роль в канадском боевике «Экспресс до Пекина», съёмки в котором Кейн однажды назвал «худшим профессиональным опытом в карьере».

### 2000—2020-е годы
В 2000 году был посвящён королевой Елизаветой II в рыцари.
Вновь номинирован на премию «Оскар» за главную роль в драме «Тихий американец» (2002).
В серии блокбастеров про Бэтмена режиссёра Кристофера Нолана — «Бэтмен: Начало» (2005), «Тёмный рыцарь» (2008) и «Тёмный рыцарь: Возрождение легенды» (2012) — Кейн сыграл дворецкого Альфреда Пенниуорта.
Также среди последних киноработ Кейна — отец Остина Пауэрса Найджел Пауэрс в третьем фильме про шпиона («Остин Пауэрс: Голдмембер», 2002), отставной карикатурист в фантастическом фильме «Дитя человеческое» (2006) и пожилой инженер иллюзий в фильме Кристофера Нолана «Престиж» (2006).
В 2007 году вышла лента «Сыщик», в которой Кейн сыграл писателя детективных романов Эндрю Уайка. В 2010 году написал вторую автобиографию — «Слон в Голливуде».
После празднования 80-летнего юбилея в марте 2013 года Кейн заявил, что завершит актёрскую карьеру в 90 лет. За это десятилетие, по словам актёра, он жаждет заполучить третью статуэтку «Оскар».
В 2010, 2014 и 2017 годах Кейн вновь снимается у Кристофера Нолана — в научно-фантастических триллерах «Начало» и «Интерстеллар» и военной драме «Дюнкерк», соответственно. В 2013 и 2016 годах актёра можно было увидеть в картинах «Иллюзия обмана» и «Иллюзия обмана 2». Кроме того, в 2013 году Кейн сыграл главную роль в комедийной драме «Последняя любовь мистера Моргана», где его партнёршей по съёмочной площадке стала Клеманс Поэзи.
Также в 2014 году Кейн исполнил роль доктора Бенджамина Солта в триллере Брэда Андерсона «Обитель проклятых», а в 2015 году — роль Артура (главы «Kingsman») в шпионской комедии «Kingsman: Секретная служба», снятой по мотивам комикса «The Secret Service».
В 2015 году на 68-м Каннском кинофестивале состоялась премьера фильма Паоло Соррентино «Молодость», в котором Майкл Кейн сыграл главную роль. Картина была удостоена номинации на Золотую пальмовую ветвь и забрала главную награду Премии Европейской киноакадемии.
В 2018 году актёра можно было увидеть в главной роли в криминальной драме «Король воров», а в 2020 году — в фантастическом боевике «Довод», ставшем уже восьмым фильмом Кристофера Нолана в карьере Кейна. Также в январе 2020 года на кинофестивале «Сандэнс» состоялась премьера фэнтези «Питер Пэн и Алиса в стране чудес» Бренды Чепмен, в котором Майкл Кейн исполнил роль Чарли. Его партнёрами по картине стали Анджелина Джоли и Дэвид Ойелоуо.

## Личная жизнь
Майкл Кейн был дважды женат:
- на актрисе Патриции Хейнс[англ.] (1955—1962; в браке родилась дочь Доминик);
- на модели Шакире Бэкш[англ.] (с 1973 года; в браке родилась дочь Наташа).

Актёр проживает в небольшом английском городке Лезерхэд в графстве Суррей. Помимо этого, Кейн является владельцем квартиры и в Америке — в курортном городе Майами-Бич (Флорида).
В политике Кейн отдаёт предпочтение консерваторам. В 2010 году он публично поддержал премьер-министра Дэвида Кэмерона, как до этого поддерживал его предшественницу Маргарет Тэтчер.
В июле 2016 года официально изменил имя на «Майкл Кейн», чтобы облегчить прохождение таможенного досмотра в аэропортах:

Я сменил имя, когда началась вся эта заваруха с ИГИЛ… Офицер службы безопасности говорит: «Привет, Майкл Кейн», и тут я вдруг показываю ему паспорт на другое имя. Из-за этого я мог задержаться там на час. Так что я изменил своё имя.

## Фильмография
| Год  |     | Русское название                        | Оригинальное название              | Роль                                                 |
| ---- | --- | --------------------------------------- | ---------------------------------- | ---------------------------------------------------- |
| 1958 | ф   | И с гордостью её пишите имя             | Carve Her Name with Pride          | Лётный командир Йо-Томас (нет в титрах)              |
| 1961 | ф   | День, когда загорелась Земля            | The Day the Earth Caught Fire      | полицейский на блокпосту (нет в титрах)              |
| 1964 | ф   | Зулусы                                  | Zulu                               | лейтенант Гонвиль Бромхэд                            |
| 1965 | ф   | Досье «Ипкресс»                         | The Ipcress File                   | Гарри Палмер                                         |
| 1966 | ф   | Элфи                                    | Alfie                              | Альфред «Элфи» Элкинс                                |
| 1966 | ф   | Гамбит                                  | Gambit                             | Гарри Дин                                            |
| 1966 | ф   | Похороны в Берлине                      | Funeral in Berlin                  | Гарри Палмер                                         |
| 1966 | ф   | Другой ящик                             | The Wrong Box                      | Майкл Финсбери                                       |
| 1967 | ф   | Поторопи закат                          | Hurry Sundown                      | Генри Уоррен                                         |
| 1967 | ф   | Мозг ценой в миллиард долларов          | Billion Dollar Brain               | Гарри Палмер                                         |
| 1967 | ф   | Семь раз женщина                        | Sette volte donna                  | симпатичный незнакомец                               |
| 1968 | ф   | Волхв                                   | The Magus                          | Николас Эрфе                                         |
| 1968 | ф   | Смертельное падение                     | Deadfall                           | Генри Кларк                                          |
| 1968 | ф   | Грязная игра                            | Play Dirty                         | Капитан Дуглас                                       |
| 1969 | ф   | Ограбление по-итальянски                | The Italian Job                    | Чарли Крокер                                         |
| 1969 | ф   | Битва за Британию                       | The Battle of Britain              | командир эскадрильи Кэнфилд                          |
| 1970 | ф   | Слишком поздно, герой                   | Too Late the Hero                  | рядовой Тош Хёрн                                     |
| 1971 | ф   | Последняя долина                        | The Last Valley                    | Капитан                                              |
| 1971 | ф   | Убрать Картера                          | Get Carter                         | Джек Картер                                          |
| 1971 | ф   | Похищенный                              | Kidnapped                          | Алан Брек                                            |
| 1972 | ф   | Зи и компания                           | Zee and Co.                        | Роберт Блейкли                                       |
| 1972 | ф   | Игра на вылет                           | Sleuth                             | Майло Тиндл                                          |
| 1972 | ф   | Чтиво                                   | Pulp                               | Микки Кинг                                           |
| 1974 | ф   | Чёрная ветряная мельница                | The Black Windmill                 | майор Джон Тэррент                                   |
| 1974 | ф   | Марсельский контракт                    | The Marseille Contract             | Джон Дерей                                           |
| 1975 | ф   | Заговор Уилби                           | The Wilby Conspiracy               | Джим Ког                                             |
| 1975 | ф   | Романтичная англичанка                  | The Romantic Englishwoman          | Льюис Филдинг                                        |
| 1975 | ф   | Человек, который хотел быть королём     | The Man Who Would Be King          | Пичи Карнэхэн                                        |
| 1975 | ф   | Соглядатай                              | Peeper                             | Лесли Таккер                                         |
| 1976 | ф   | Гарри и Уолтер едут в Нью-Йорк          | Harry And Walter Go To New York    | Адам Ворт                                            |
| 1976 | ф   | Орёл приземлился                        | The Eagle Has Landed               | полковник Курт Штайнер                               |
| 1977 | ф   | Мост слишком далеко                     | A Bridge Too Far                   | Подполковник Джон Ормсби Евелин «Джо» Ванделор       |
| 1978 | ф   | Калифорнийский отель                    | California Suite                   | Сидни Кокран                                         |
| 1978 | ф   | Серебряные медведи                      | Silver bears                       | Док                                                  |
| 1978 | ф   | Рой                                     | The Swarm                          | доктор Бредфорд Крейн                                |
| 1979 | ф   | Пленники «Посейдона»                    | Beyond the Poseidon Adventure      | капитан Майк Тёрнер                                  |
| 1979 | ф   | Ашанти                                  | Ashanti                            | доктор Дэвид Линдерби                                |
| 1980 | ф   | Бритва                                  | Dressed to Kill                    | доктор Роберт Эллиотт                                |
| 1980 | ф   | Остров                                  | The Island                         | Блэр Мейнард                                         |
| 1981 | ф   | Бегство к победе                        | Victory                            | капитан Джон Колби                                   |
| 1981 | ф   | Рука                                    | The Hand                           | Джонатан Лэнсдейл                                    |
| 1982 | ф   | Смертельная ловушка                     | Deathtrap                          | Сидни Брюл                                           |
| 1983 | ф   | Человек-загадка                         | The Jigsaw Man                     | Филип Кимберли / Сергей Кузьмински                   |
| 1983 | ф   | Воспитание Риты                         | Educating Rita                     | доктор Фрэнк Брайант                                 |
| 1983 | ф   | Почётный консул                         | The Honorary Consul                | консул Чарли Фортнам                                 |
| 1984 | ф   | Во всём виноват Рио                     | Blame It On Rio                    | Мэттью Холлинс                                       |
| 1985 | ф   | Вода                                    | Water                              | губернатор Бакстер Твейтс                            |
| 1986 | ф   | Ханна и её сёстры                       | Hannah and Her Sisters             | Эллиот                                               |
| 1986 | ф   | Мона Лиза                               | Mona Lisa                          | Мортвелл                                             |
| 1986 | ф   | Улица полумесяца                        | Half Moon Street                   | лорд Сэм Балбек                                      |
| 1986 | ф   | Стукач                                  | The Whistle Blower                 | Фрэнк Джонс                                          |
| 1987 | ф   | Четвёртый протокол                      | The Fourth Protocol                | Джон Престон                                         |
| 1987 | ф   | Челюсти 4: Месть                        | Jaws: The Revenge                  | Ходжи Ньюкомб                                        |
| 1987 | ф   | Сдавайтесь                              | Surrender                          | Шин Штейн                                            |
| 1988 | ф   | Без единой улики                        | Without a Clue                     | Реджинальд Кинкейд / Шерлок Холмс                    |
| 1988 | ф   | Джек-потрошитель                        | Jack the Ripper                    | шеф полиции Фредерик Абберлайн                       |
| 1988 | ф   | Отпетые мошенники                       | Dirty Rotten Scoundrels            | Лоуренс Джемисон                                     |
| 1990 | тф  | Джекилл и Хайд                          | Jekyll & Hyde                      | доктор Генри Джекилл / мистер Эдвард Хайд            |
| 1990 | ф   | Удар по системе                         | A Shock To The System              | Грэм Маршалл                                         |
| 1990 | ф   | Господин Судьба                         | Mr.Destiny                         | Mike the Bartender at Universal Joint Bar, Angel     |
| 1990 | ф   | В яблочко!                              | Bullseye!                          | Сидни Липтон / доктор Хиклэр                         |
| 1992 | ф   | Безумные подмостки                      | Noises Off                         | Ллойд Феллоуз                                        |
| 1992 | ф   | Синий лёд                               | Blue Ice                           | Гарри Андерс                                         |
| 1992 | ф   | Рождественская сказка Маппетов          | The Muppet Christmas Carol         | Эбенезер Скрудж                                      |
| 1994 | тф  | Вторая мировая война: Когда рычали львы | World War II: When Lions Roared    | Иосиф Сталин                                         |
| 1994 | ф   | В смертельной зоне                      | On Deadly Ground                   | Майкл Дженнингс                                      |
| 1995 | тф  | Экспресс до Пекина                      | Bullet to Beijing                  | Гарри Палмер                                         |
| 1996 | ф   | Кровь и вино                            | Blood and Wine                     | Виктор «Вик» Спански                                 |
| 1996 | тф  | Полночь в Санкт-Петербурге              | Midnight in Saint Petersburg       | Гарри Палмер                                         |
| 1997 | тф  | Мандела и де Клерк                      | Mandela and de Klerk               | Фредерик де Клерк                                    |
| 1997 | тф  | 20000 лье под водой                     | 20,000 Leagues Under the Sea       | Капитан Немо                                         |
| 1998 | ф   | Новогодняя история                      | Curtain Call                       | Макс                                                 |
| 1998 | ф   | Голосок                                 | Little Voice                       | Рэй                                                  |
| 1999 | ф   | Правила виноделов                       | The Cider House Rules              | доктор Уилбур Ларч                                   |
| 2000 | ф   | Мисс Конгениальность                    | Miss Congeniality                  | Виктор Меллинг                                       |
| 2000 | ф   | Перо маркиза де Сада                    | Quills                             | доктор Ройер-Коллард                                 |
| 2000 | ф   | Билли-фингал                            | Shiner                             | Билли «Синяк» Симпсон                                |
| 2000 | ф   | Убрать Картера                          | Get Carter                         | Клифф Брамби                                         |
| 2001 | ф   | Последние желания                       | Last Order                         | Джек Доддс                                           |
| 2002 | ф   | Остин Пауэрс: Голдмембер                | Austin Powers in Goldmember        | Найджел Пауэрс                                       |
| 2002 | ф   | Тихий американец                        | The Quiet American                 | Томас Фаулер                                         |
| 2003 | ф   | Зыбучие пески                           | Quicksand                          | Джейк Мэллоуз                                        |
| 2003 | ф   | Подержанные львы                        | Secondhand Lions                   | Гарт                                                 |
| 2003 | ф   | Приговор                                | The Statement                      | Пьер Броссар                                         |
| 2003 | ф   | Актёры                                  | The Actors                         | Энтони О'Малли                                       |
| 2004 | ф   | Свихнувшиеся                            | Around the Bend                    | Генри Лэйр                                           |
| 2005 | ф   | Бэтмен: Начало                          | Batman Begins                      | Альфред Пенниуорт                                    |
| 2005 | ки  | Batman Begins                           | Batman Begins                      | Альфред Пенниуорт (озвучивание)                      |
| 2005 | ф   | Колдунья                                | Bewitched                          | Найджел Бигелоу                                      |
| 2005 | ф   | Синоптик                                | The Weather Man                    | Роберт Сприцель                                      |
| 2006 | ф   | Дитя человеческое                       | Children of Men                    | Джаспер Палмер                                       |
| 2006 | ф   | Престиж                                 | The Prestige                       | Каттер                                               |
| 2007 | ф   | Сыщик                                   | Sleuth                             | Эндрю                                                |
| 2007 | ф   | Без изъяна                              | Flawless                           | Хоббс                                                |
| 2008 | ф   | Тёмный рыцарь                           | The Dark Knight                    | Альфред Пенниуорт                                    |
| 2008 | ф   | Есть здесь кто-нибудь?                  | Is Anybody There?                  | Клэренс                                              |
| 2009 | ф   | Гарри Браун                             | Harry Brown                        | Гарри Браун                                          |
| 2010 | ф   | Начало                                  | Inception                          | Майлз                                                |
| 2011 | мф  | Гномео и Джульетта                      | Gnomeo and Juliet                  | лорд Рэдбрик                                         |
| 2011 | мф  | Тачки 2                                 | Cars 2                             | Финн Макмисл                                         |
| 2012 | ф   | Путешествие 2: Таинственный остров      | Journey 2: The Mysterious Island   | Александр Андерсон                                   |
| 2012 | ф   | Тёмный рыцарь: Возрождение легенды      | The Dark Knight Rises              | Альфред Пенниуорт                                    |
| 2013 | ф   | Иллюзия обмана                          | Now You See Me                     | Артур Тресслер                                       |
| 2013 | ф   | Последняя любовь мистера Моргана        | Mr. Morgan's Last Love             | Мэтью Морган                                         |
| 2014 | ф   | Обитель проклятых                       | Stonehearst Asylum                 | доктор Солт                                          |
| 2014 | ф   | Интерстеллар                            | Interstellar                       | профессор Брэнд                                      |
| 2015 | ф   | Kingsman: Секретная служба              | Kingsman: The Secret Service       | Артур                                                |
| 2015 | ф   | Молодость                               | La giovinezza                      | Фред Боллинджер                                      |
| 2015 | ф   | Последний охотник на ведьм              | The Last Witch Hunter              | Тридцать шестой Долан                                |
| 2016 | ф   | Иллюзия обмана 2                        | Now You See Me 2                   | Артур Тресслер                                       |
| 2017 | ф   | Уйти красиво                            | Going in Style                     | Джо                                                  |
| 2017 | ф   | Дюнкерк                                 | Dunkirk                            | голос в радиосообщении (озвучка, в титрах не указан) |
| 2018 | ф   | Дорогой диктатор                        | Dear Dictator                      | генерал Антон Винсент                                |
| 2018 | мф  | Гномео и Джульетта: Шерлок Гномс        | Gnomeo and Juliet: Sherlock Gnomes | лорд Кирпичер                                        |
| 2018 | док | Моё поколение                           | My generation                      | рассказчик                                           |
| 2018 | ф   | Король воров                            | King of Thieves                    | Брайан Ридер                                         |
| 2020 | ф   | Довод                                   | Tenet                              | офицер британской разведки сэр Майкл Кросби          |
| 2020 | ф   | Питер Пэн и Алиса в стране чудес        | Come Away                          | Чарли                                                |
| 2021 | ф   | Афера Оливера Твиста                    | Twist                              | Фейгин                                               |
| 2021 | ф   | Бестселлер                              | Best Sellers                       | Харрис Шоу                                           |
| 2022 | ф   | Средневековье                           | Jan Žižka                          | пан Бореш                                            |
| 2023 | ф   | Великий беглец                          | The Great Escaper                  | Бернард Джордан                                      |

## Награды и номинации
| Награда                        | Год  | Категория                                                                    | Фильм                                   | Результат |
| ------------------------------ | ---- | ---------------------------------------------------------------------------- | --------------------------------------- | --------- |
| Оскар                          | 1967 | Лучшая мужская роль                                                          | Элфи                                    | Номинация |
| Оскар                          | 1973 | Лучшая мужская роль                                                          | Игра на вылет                           | Номинация |
| Оскар                          | 1984 | Лучшая мужская роль                                                          | Воспитание Риты                         | Номинация |
| Оскар                          | 1987 | Лучшая мужская роль второго плана                                            | Ханна и её сёстры                       | Победа    |
| Оскар                          | 2000 | Лучшая мужская роль второго плана                                            | Правила виноделов                       | Победа    |
| Оскар                          | 2003 | Лучшая мужская роль                                                          | Тихий американец                        | Номинация |
| BAFTA                          | 1966 | Лучшая мужская роль                                                          | Досье «Ипкресс»                         | Номинация |
| BAFTA                          | 1967 | Лучшая мужская роль                                                          | Элфи                                    | Номинация |
| BAFTA                          | 1984 | Лучшая мужская роль                                                          | Почётный консул                         | Номинация |
| BAFTA                          | 1984 | Лучшая мужская роль                                                          | Воспитание Риты                         | Победа    |
| BAFTA                          | 1987 | Лучшая мужская роль                                                          | Ханна и её сёстры                       | Номинация |
| BAFTA                          | 1999 | Лучшая мужская роль                                                          | Голосок                                 | Номинация |
| BAFTA                          | 2000 | Лучшая мужская роль второго плана                                            | Правила виноделов                       | Номинация |
| BAFTA                          | 2000 | Academy Fellowship                                                           |                                         | Победа    |
| BAFTA                          | 2003 | Лучшая мужская роль                                                          | Тихий американец                        | Номинация |
| Золотой глобус                 | 1967 | Лучшая мужская роль в комедии или мюзикле                                    | Гамбит                                  | Номинация |
| Золотой глобус                 | 1967 | Лучшая мужская роль в драме                                                  | Элфи                                    | Номинация |
| Золотой глобус                 | 1973 | Лучшая мужская роль в драме                                                  | Игра на вылет                           | Номинация |
| Золотой глобус                 | 1984 | Лучшая мужская роль в комедии или мюзикле                                    | Воспитание Риты                         | Победа    |
| Золотой глобус                 | 1987 | Лучшая мужская роль второго плана                                            | Ханна и её сёстры                       | Номинация |
| Золотой глобус                 | 1989 | Лучшая мужская роль в комедии или мюзикле                                    | Отпетые мошенники                       | Номинация |
| Золотой глобус                 | 1989 | Лучшая мужская роль в мини-сериале или телефильме                            | Джек-потрошитель                        | Победа    |
| Золотой глобус                 | 1991 | Лучшая мужская роль в мини-сериале или телефильме                            | Джекилл и Хайд                          | Номинация |
| Золотой глобус                 | 1998 | Лучшая мужская роль второго плана в мини-сериале, телесериале или телефильме | Противостояние                          | Номинация |
| Золотой глобус                 | 1999 | Лучшая мужская роль в комедии или мюзикле                                    | Голосок                                 | Победа    |
| Золотой глобус                 | 2000 | Лучшая мужская роль второго плана                                            | Правила виноделов                       | Номинация |
| Золотой глобус                 | 2003 | Лучшая мужская роль в драме                                                  | Тихий американец                        | Номинация |
| Эмми                           | 1990 | Лучшая мужская роль в мини-сериале или фильме                                | Джекилл и Хайд                          | Номинация |
| Эмми                           | 1994 | Лучшая мужская роль в мини-сериале или фильме                                | Вторая мировая война: Когда рычали львы | Номинация |
| Эмми                           | 1997 | Лучшая мужская роль второго плана в мини-сериале или фильме                  | Противостояние                          | Номинация |
| Премия Гильдии киноактёров США | 2000 | Лучшая мужская роль второго плана                                            | Правила виноделов                       | Победа    |

## Влияние
Английская ска-группа Madness в 1984 году посвятила актёру песню «Michael Caine», продержавшуюся 8 недель в национальных чартах и достигшую 11 позиции.